# Louis I. de Bourbon, comte de Montpensier
Louis I. de Bourbon, auch Ludwig der Gute genannt (* 1406; † 1486 in Rom) war Graf von Montpensier und von Clermont-en-Auvergne aus dem Hause Bourbon.

## Leben
Louis war der dritte und jüngste Sohn des Herzog Jeans I. de Bourbon und dessen Ehefrau Marie de Berry, Tochter des Herzog Jean de Valois, duc de Berry aus dem Haus  Valois und dessen Gattin Jeanne d’Armagnac. Louis besaß gute diplomatische Fähigkeiten und war stark geprägt von den spätmittelalterlichen Ritteridealen. Er stand weitgehend auf königlicher Seite und wurde 1484 durch den herzoglichen Vetter Gesandter in Rom. 
Im Jahr 1428 heiratete er in erster Ehe die Erbtochter Jeanne d’Auvergne (1412–1436), Tochter des Grafen Beraud III. d’Auvergne. Die Ehe blieb kinderlos. In zweiter Ehe heiratete er 1442 Gabrielle de la Tour-d’Auvergne († 1486), Tochter von Bertrand V. de La Tour, Graf von Auvergne und Boulogne. Aus der Ehe gingen vier Kinder hervor:
- Gilbert (1443–1496) ⚭ 1481 Chiara Gonzaga, Prinzessin von Mantua, Tochter von Federico I. Gonzaga
- Jean (1445–1485)
- Gabrielle (1447–1516) ⚭ 1485 Louis II. de La Trémoille (1460–1525) (Haus La Trémoille)
- Charlotte (1449–1478) ⚭ 1468 Wolfhart VI. von Borsselen, Graf von Grandpre († 1487) (Haus Borsselen)